# Rhagadiolus edulis
Rhagadiolus edulis é uma espécie de planta com flor pertencente à família Asteraceae.
A autoridade científica da espécie é Gaertn., tendo sido publicada em De Fructibus et Seminibus Plantarum...2(3): 354. 1791.
Trata-se de uma espécie terófita que ocorre em zonas cultivadas e incultas, florescendo entre os meses de Março e Junho.

## Portugal
Trata-se de uma espécie presente no território português, nomeadamente em Portugal Continental.
Em termos de naturalidade é nativa da região atrás indicada.
Mapa de distribuição: ver

## Protecção
Não se encontra protegida por legislação portuguesa ou da Comunidade Europeia.

## Sinónimos
Segundo a Flora Digital de Portugal, tem os seguintes sinónimos:
- Lapsana rhagadiolus L.
- Rhagadiolus intermedius Ten.
- Rhagadiolus stellatus (L.) Gaertn. subsp. edulis (Gaertn.) O. Bolòs et Vigo
- Rhagadiolus stellatus (L.) Gaertn. var. edulis (Gaertn.) DC.